# Proxys punctulatus
Proxys punctulatus es una chinche de la familia Pentatomidae.

## Características
Mide de 11 a 13 milímetros de largo, tiene un color básico de marrón oscuro a negro. El pronoto se estrecha a un punto en los lados. La orientación lateral de estas espinas es una característica distintiva de especies similares. Hay una mancha amarilla en el extremo inferior del escutelo. Las patas claras están estampadas en negro. La sección inferior del fémur es de color negro. La tibia tiene puntos negros. Las antenas negras tienen bandas claras.

## Distribución geográfica
P. punctulatus se encuentra en América del Norte, Central y del Sur, así como en el Caribe. En los Estados Unidos, el área de distribución se extiende en el sur desde Florida hasta Texas y en el norte desde Pennsylvania hasta Missouri. En el Caribe está representada en Cuba, La Española y Puerto Rico. En Centroamérica la ocurrencia se extiende desde México hasta Costa Rica. En América del Sur, la especie se encontró en el estado brasileño de Ceará.

## Ciclo de vida
P. punctulatus se encuentra a menudo en plantaciones de algodón, soja y cítricos. Es polífago, no solo se alimenta de savia de plantas, sino también de larvas de insectos. P. punctulatus generalmente no forma grandes poblaciones y, por lo tanto, no se considera una plaga. La especie es parcialmente bivoltina y pasa el invierno como imago. Un ciclo de desarrollo dura  aproximadamente 54 días en promedio.